# John Nevins
John Joseph Nevins (ur. 19 stycznia 1932 w New Rochelle, Nowy Jork, zm. 26 sierpnia 2014 w Venice, Floryda) – amerykański duchowny katolicki, biskup Venice w latach 1984-2007.

## Życiorys
Święcenia kapłańskie otrzymał 6 czerwca 1959 i inkardynowany został do ówczesnej diecezji Miami.
25 stycznia 1979 papież Jan Paweł II mianował go biskupem pomocniczym Miami ze stolicą tytularną Rusticiana. Sakry udzielił mu ówczesny zwierzchnik archidiecezji abp Edward McCarthy.
17 lipca 1984 mianowany ordynariuszem nowo utworzonej diecezji z siedzibą w Venice. 19 stycznia 2007 papież Benedykt XVI przyjął jego rezygnację z powodu osiągnięcia wieku emerytalnego.